# Wigwam (finn együttes)
A Wigwam az egyik első finn progresszívrock-együttes Finnországban, amely 1968-ban alakult; sokak szerint az 1970-es évek legnépszerűbb finn együttese. Tombstone Valentine című stúdióalbum volt az első finn LP, amelyet az Egyesült Államokban is kiadtak.
Az együttes két korszaka 1969-1974 és 1974-1977 között lényegesen eltérő stílust mutat. Az eredeti Wigmanak még ma is számos rajongója van, akik még meg sem születtek az együttes első feloszlása idején.

## Története
Az együttest 1968-ban alapította Ronnie Österberg dobos, Mats Hulden basszusgitáros, Nikke Nikamo gitáros és a brit Jim Pembroke énekes a Blues Section romjain; a felállás Jukka Gustavson orgonista csatlakozásával vált teljessé. Az együttesnek két kiváló zeneszerzője volt, Pembroke és Gustavson, akik azonban egymástól függetlenül dolgoztak, mindketten külön stílust fejlesztve ki. Első nagylemezük, a Hard'N'Horny 1969-ben jelent meg. A felvételek annyira elhúzódtak, hogy a költségvetési keret kimerült, és nem maradt pénz a lemezborítók gyártására. Így az együttes tagjai az első néhány száz lemez borítóját saját maguk festették és díszítették; ezek ma ritkaságnak számítanak. A lemezt kedvező kritikákat kapott, de nem ért el átütő sikert.
Mats Huldén 1970. májusában kivált az együttesből tanulmányai folytatása miatt, Nikke Nikamo pedig ugyanebben az évben júniusban távozott, mivel összetűzésbe került a producerükkel, Kim Fowley-val. Huldén helyére Pekka Pohjola került, aki zeneszerzőként is tevékenykedett.
1974-ben, nem sokkal az együttes mesterművének tartott Being megjelenése az után az együttes felbomlott, de rövid időn belül Jim Pembrok és Ronnie Österberg út együttest állított fel Rekku Rechardttal és Måns "Mosse" Groundstroemmel. Az újjáalakult együttes első albuma, a Nuclear Nightrock (1975) az art-pop irányába mozdult el. 1977 végén, a Dark Album megjelenése után az együttes másodszor is feloszlott, de 1978 nyarán a Punkarock fesztiválon még tartottak egy nemhivatalos búcsúkoncertet.
Miutám 1980-ban Ronnie Österberg elhunyt, úgy tűnt, hogy nincs esély az együttes újraindulására; a tagok külön utakon járva vettek részt a zenei életben. Nagy meglepetést okozott az 1990-es években, amikor Pembroke, Rechardt és Groundstroem harmadszor is összeállították az együttest.

## Tagjai[1]
- Matts Hulden, Nikke Nikamo, Ronnie Österberg, Jim Pembroke (1968–1969)
- Jukka Gustavsson, Matts Hulden, Nikke Nikamo, Ronnie Österberg, Jim Pembroke (1970)
- Jukka Gustavsson, Pekka Pohjola, Nikke Nikamo, Ronnie Österberg, Jim Pembroke (1970)
- Jukka Gustavsson, Pekka Pohjola, Ronnie Österberg, Jim Pembroke (1970–1973)
- Jukka Gustavsson, Pekka Pohjola, Pekka Rechardt, Ronnie Österberg, Jim Pembroke (1974)
- Måns Groundstroem, Pekka Rechardt, Ronnie Österberg, Jim Pembroke (1974–1975)
- Petro Hietanen, Måns Groundstroem, Pekka Rechardt, Ronnie Österberg, Jim Pembroke (1975–1977)
- Måns Groundstroem, Pekka Rechardt, Ronnie Österberg, Jim Pembroke (1977–1979)
- Petro Hietanen, Måns Groundstroem, Pekka Rechardt, Jan Noponen, Jim Pembroke (1991–1992)
- Mikko Rintanen, Måns Groundstroem, Pekka Rechardt, Jan Noponen, Jim Pembroke (1992–1993)
- Måns Groundstroem, Pekka Rechardt, Jari Kettunen, Jim Pembroke (1993–1994)
- Petro Hietanen, Måns Groundstroem, Pekka Rechardt, Jari Kettunen, Jim Pembroke (1999–2000)
- Esa Kotilainen, Måns Groundstroem, Pekka Rechardt, Jari Kettunen, Jim Pembroke (2001–2003)
- Esa Kotilainen, Jussi Kinnunen, Pekka Rechardt, Jari Kettunen, Jim Pembroke (2003–2004)
- Esa Kotilainen, Mats Huldén, Pekka Rechardt, Jari Kettunen, Jim Pembroke (2004–)

## Diszkográfia

### Stúdióalbumok
- Hard N’ Horny, 1969
- Tombstone Valentine, 1970
- Fairyport, 1971
- Being, 1974
- Nuclear Nightclub, 1975
- Lucky Golden Stripes and Starpose, 1976
- Dark Album, 1977
- Light Ages, 1993
- Titans Wheel, 2002
- Some Several Moons, 2005

### Koncertalbumok
- Live Music from the Twilight Zone, 1975
- Wigwam Plays Wigwam – Live, 2001
- Pop-Liisa 3 – Wigwam 1973, 2016

### Válogatásalbumok
- Wigwam, 1972
- Rumours on the Rebound, 1979
- Classics – The Rarest, 1990
- Highlights, 1996
- Fresh Garbage – Rarities 1969–1977, 2000
- Parhaat, 2009
- 28 Songs from the Twilight Zone, 2014

### Kislemezek
- ”Must Be the Devil” / ”Greasy Kids’ Stuff” (1969)
- ”Luulosairas” / ”Henry’s Highway Code” (1969)
- ”True Confession” / ”Helsinki” (1970)
- ”Pedagogi” / ”Häätö” (1970)
- ”Call Me on Your Telephone” / ”Wishful Thinker” (1971)
- ”Freddie Are You Ready” / ”Kite” (1975)
- ”Tram Driver” / ”Wardance” (1975)
- ”Do or Die” / ”Save My Money and Name” (1975)
- ”Borders to Be Crossed” / ”Planetstar” (1993)
- ”Heaven in a Modern World” / ”Heaven in a Modern World” (2002)
- ”Drive on Driver” / ”The Lost Lizard King” (2002)[8]